# ألكسيس فلوريس
ألكسيس فلوريس (بالإسبانية: Alexis Flores)‏ هو مدرب كرة قدم ولاعب كرة قدم تشيلي، ولد في 14 ديسمبر 1980 في سانتياغو في تشيلي. لعب مع Deportes Santa Cruz ‏.

## وصلات خارجية
- ألكسيس فلوريس على موقع قاعدة بيانات كرة القدم.إي يو (الإنجليزية)
- ألكسيس فلوريس على موقع Soccerway.com (الإنجليزية)